# Adelfia, Apulien
Adelfia är en ort och kommun i storstadsregionen Bari, innan 2015 provinsen Bari, i regionen Apulien i Italien. Kommunen hade 16 471 invånare (2022).